# Amitabha urbsinterdictensis
L'amitabha (Amitabha urbsinterdictensis) è un uccello estinto, vissuto nell'Eocene medio (circa 50 milioni di anni fa). I suoi resti sono stati ritrovati in Wyoming.

## Classificazione
Descritto per la prima volta nel 2002 da Bonnie Gulas-Wrobleski e Anton Wrobleski, questo uccello fu dapprima ritenuto un parente primitivo dei galliformi, un membro dei cosiddetti “Phasianoidea”. Questo gruppo, attualmente, include anche pavoni, fagiani e tacchini. Nel 2009, però, un nuovo studio di Daniel Ksepka ha messo in luce caratteristiche che escluderebbero questo uccello dal gruppo dei galliformi, e lo avvicinerebbe alle attuali gallinelle d'acqua (Rallidae).

## Significato del nome
Il nome deriva da Amitābha, il Buddha della Conoscenza, che adotta comunemente la forma di un pavone quando si incarna nel mondo materiale. L'epiteto specifico, invece, si riferisce alla località Forbidden City (“Città proibita”), nel Wyoming, vicino al luogo in cui vennero scoperti i fossili.